# Lijst van burgemeesters van Schinnen
Dit is een lijst van burgemeesters van de voormalige Nederlandse gemeente Schinnen in de provincie Limburg tot opname in de gemeente Beekdaelen.
| Ambtsperiode                         | Naam burgemeester        | Partij of stroming | Bijzonderheden                                                                                 |
| ------------------------------------ | ------------------------ | ------------------ | ---------------------------------------------------------------------------------------------- |
| ??                                   | Schutgens                |                    |                                                                                                |
| 1842 - 1861                          | J.M. Diederen            |                    |                                                                                                |
| 1861 - 1903                          | R.S. Diederen            |                    |                                                                                                |
| 1903 - 1928                          | Henri (J.H.H.) Pijls     |                    |                                                                                                |
| 1929 - 1963                          | D.M.A. Kruijen           |                    |                                                                                                |
| 1963 - 1982                          | A.J.M. Kurvers           | KVP/ CDA           | voorheen burgemeester van Borgharen                                                            |
| 1982 - 1997                          | Frans (F.I.J.) Loefen    | CDA                |                                                                                                |
| 1 oktober 1997 - 14 december 2006    | Frans (F.G.J.M.) Beckers | PvdA               | waarnemend vanaf 1 april 2006                                                                  |
| 15 januari 2007 - 17 september 2015  | Berry (B.H.M.) Link      | CDA                |                                                                                                |
| 17 september 2015 - 31 december 2018 | Léon (L.J.P.M.) Frissen  | CDA                | waarnemend; einde burgemeestersambt i.v.m. opheffing gemeente wegens gemeentelijke herindeling |